# Infancia

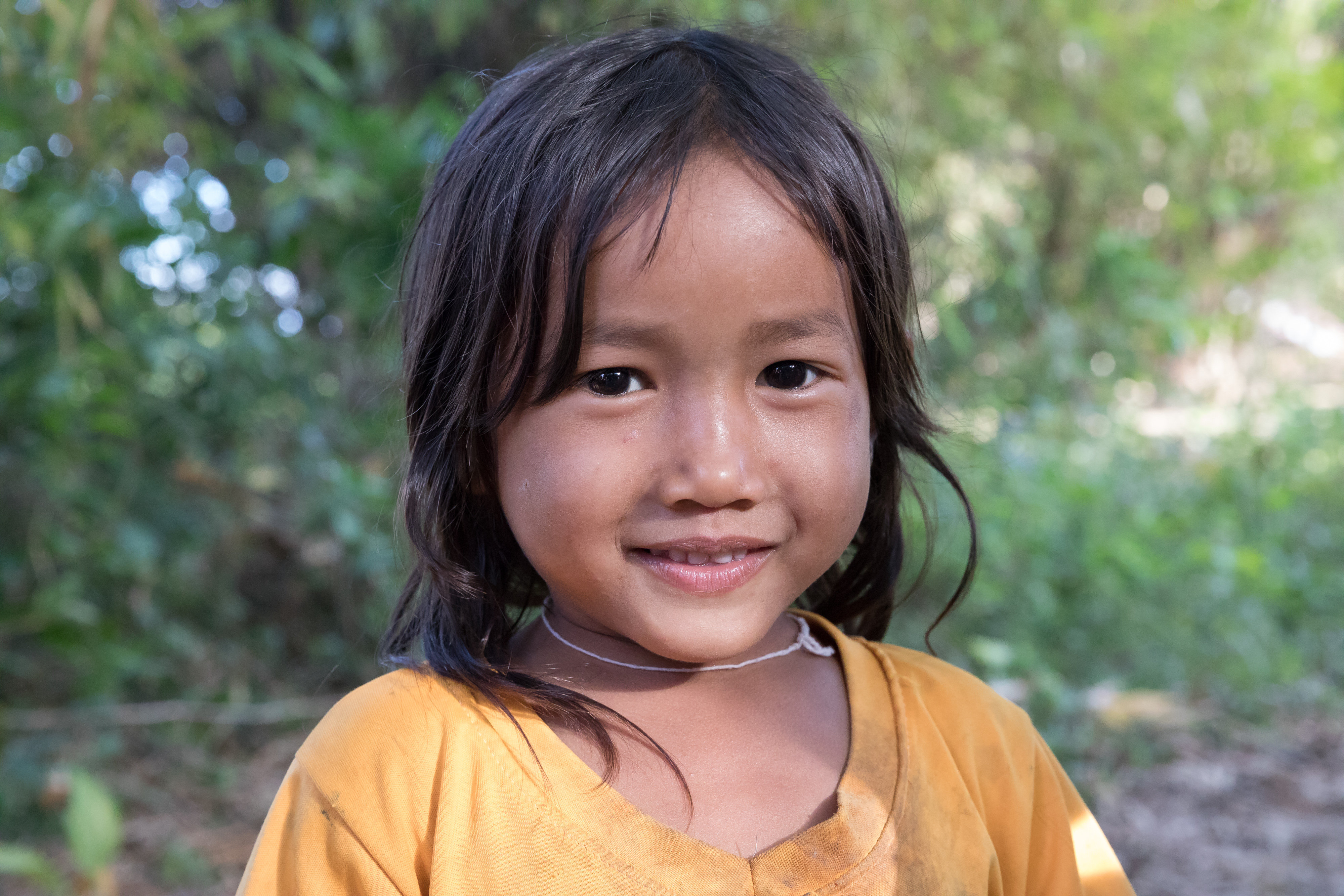
Una niña laosiana proveniente de la provincia de Champasak sonriendo a la cámara; 2017.

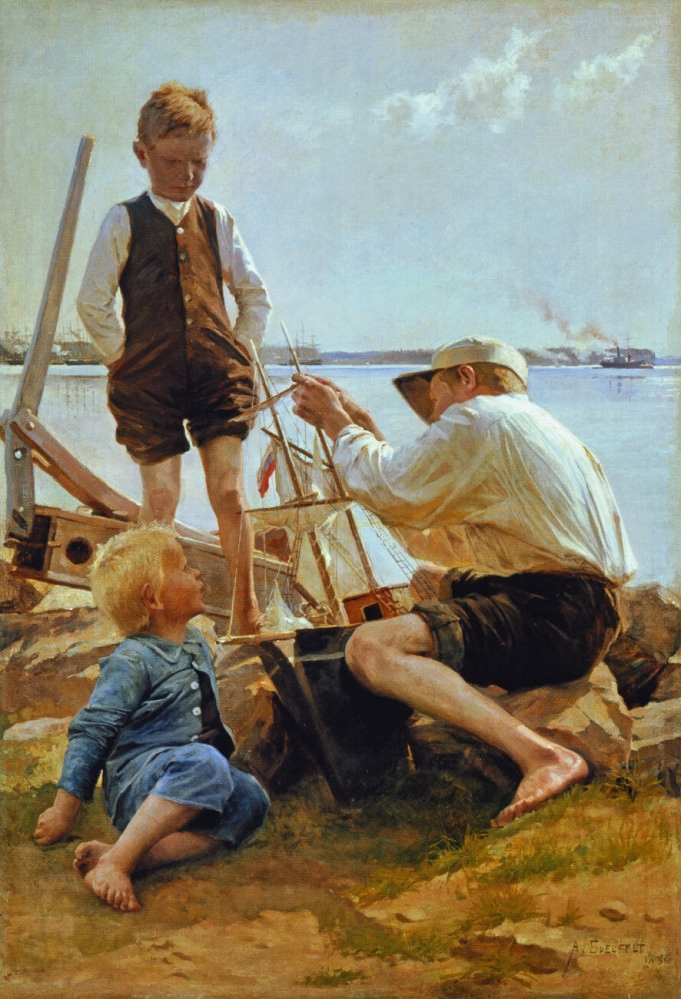
«Laivanrakentajat» (Los constructores de barcos), pintura por Albert Edelfelt; 1886.

La infancia o niñez es un concepto amplio aplicado a los seres humanos que se encuentran en fases de desarrollo comprendidas entre el nacimiento y la adolescencia o pubertad. La organización humanitaria Unicef, perteneciente al organismo internacional Organización de las Naciones Unidas (ONU), considera como niño a toda persona menor de 18 años. Por lo general, los niños tienen derechos particulares que difieren de los adultos y se les clasifica como incapaces de tomar decisiones importantes. Legalmente deben estar siempre bajo el cuidado de sus padres o de un adulto responsable o custodia legal.
La definición de niño también ha variado considerablemente a lo largo de la historia y en las diversas sociedades y culturas. En muchas culturas, la transición a la adultez implica un rito de paso, que puede corresponder o no al momento de la pubertad.
El día 20 de noviembre marca la fecha en que la Asamblea de las Naciones Unidas aprobó la Declaración de los Derechos del Niño en 1959 y la Convención sobre los Derechos del Niño en 1989. Esta fecha se considera el Día Universal del Niño y se celebra todos los años.

## Definición

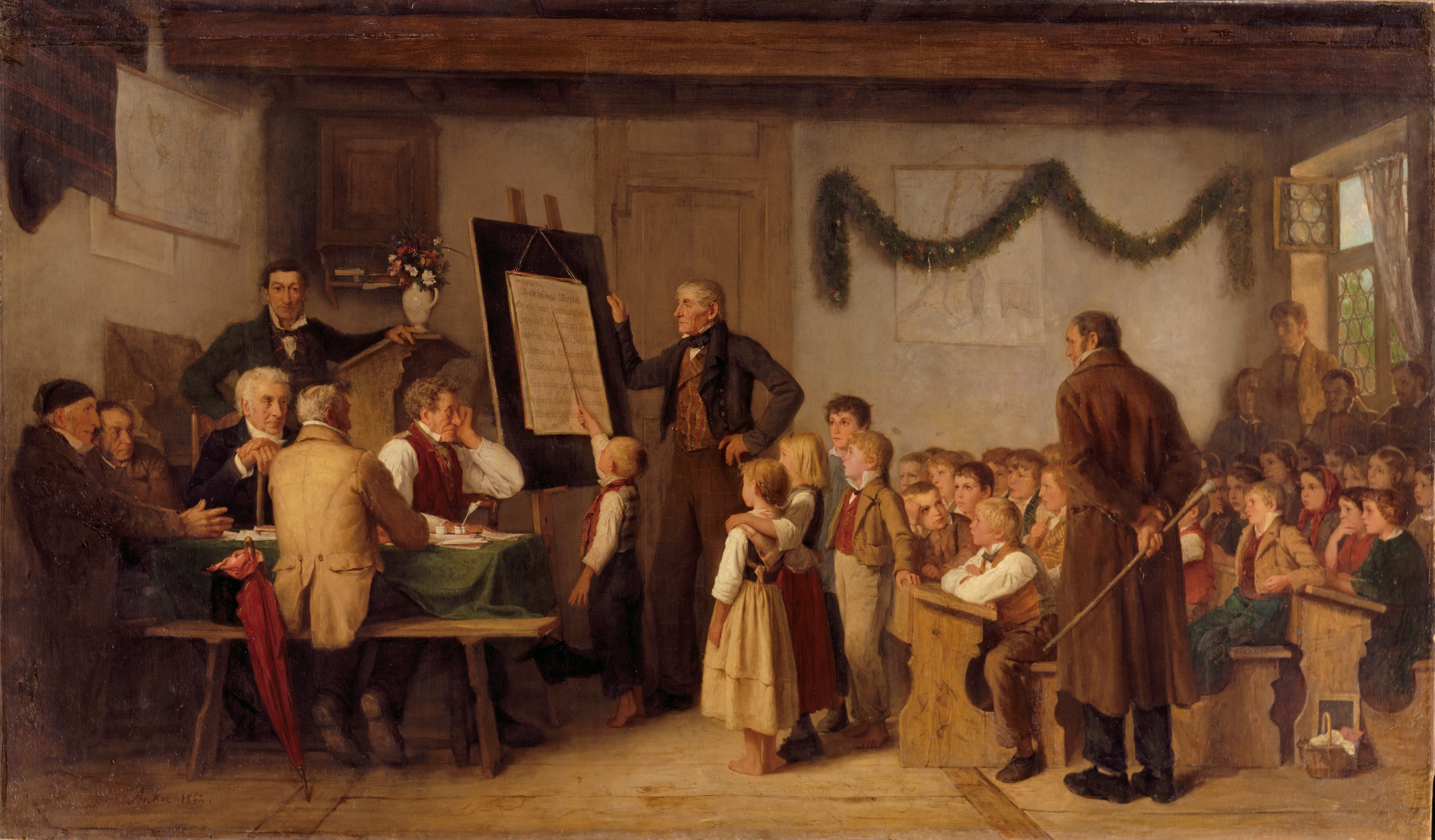
«Das Schulexamen» (El examen), pintura de Albert Anker; 1862.

Puede definirse a un niño, en sentido genérico, desde diferentes puntos de vista:
- Jurídica: la condición jurídica de niño es algo que puede determinar la legislación de cada Estado, no obstante suele para efectos civiles patrimoniales adquirir de forma irrevocable los derechos patrimoniales desde el nacimiento. Por otra parte en el Derecho Internacional de los Derechos Humanos la Convención sobre los Derechos del Niño, del 20 de noviembre de 1989, en la parte 1 y artículo 1 señala que «para los efectos de la presente Convención, se entiende por niño todo ser humano menor de dieciocho años de edad, salvo que, en virtud de la ley que le sea aplicable, haya alcanzado antes la mayoría de edad».[8][9] Esta convención recoge los principales derechos de los niños a lo largo del mundo.
- Desde la evolución psicoafectiva: Se entiende por niño aquella persona que aún no ha alcanzado un grado de madurez suficiente para tener autonomía.
- Desarrollo físico: Es la denominación utilizada para referirse a todo individuo de la especie humana que no ha alcanzado la adolescencia.
- Sociocultural: Según las condiciones económicas, las costumbres y las creencias de cada cultura el concepto de infancia puede variar, así como la forma de aprender o vivir.

Algunas definiciones en inglés de la palabra child incluyen el feto (a veces denominado el no nacido). que lo define como: 'El ser humano no nacido o recién nacido; feto, infante'.
La Naciones Unidas Convención sobre los Derechos del Niño define al niño como "todo ser humano menor de 18 años, salvo que, en virtud de la ley aplicable al niño, alcance antes la mayoría de edad". Está ratificada por 192 de los 194 países miembros. El término niño también puede referirse a alguien que está por debajo de otro límite de edad legalmente definido y no relacionado con la mayoría de edad. En Singapur, por ejemplo, un niño se define legalmente como alguien menor de 14 años según la "Ley de Niños y Jóvenes", mientras que la mayoría de edad es de 21 años. En la Ley de Inmigración de los Estados Unidos, un niño se refiere a cualquier persona que sea menor de 21 años.

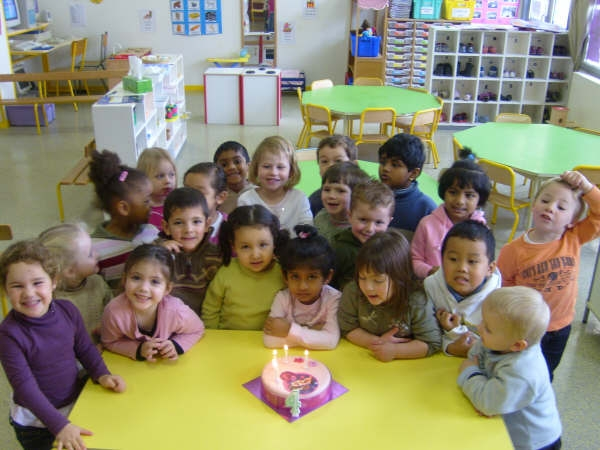
Niños en una escuela elemental en París, Francia.

La primera infancia, de los 0 a los 5 años de edad, representa una etapa decisiva en el desarrollo de las capacidades físicas, intelectuales y emotivas de cada niño, y es la etapa más vulnerable del crecimiento puesto que es la etapa en la que los humanos muestran gran dependencia, motivo por el cual requieren especial protección. En esta fase se forman las capacidades y condiciones esenciales para la vida, la mayor parte del cerebro y sus conexiones. El amor y la estimulación intelectual permiten a los niños desarrollar la seguridad y autoestima necesarias. Para ello, su entorno y las condiciones de vida de los padres son fundamentales.[cita requerida]
La familia, la comunidad y la escuela son esenciales en esta etapa de crecimiento acelerado que requiere las condiciones adecuadas para lograr un mejor desarrollo para el aprendizaje, el juego y el descubrimiento, así como para estimular la motricidad y la creatividad. Esta etapa es fundamental también para aprender normas sociales y adquirir valores como la solidaridad y el sentido de justicia.

## Historia del concepto

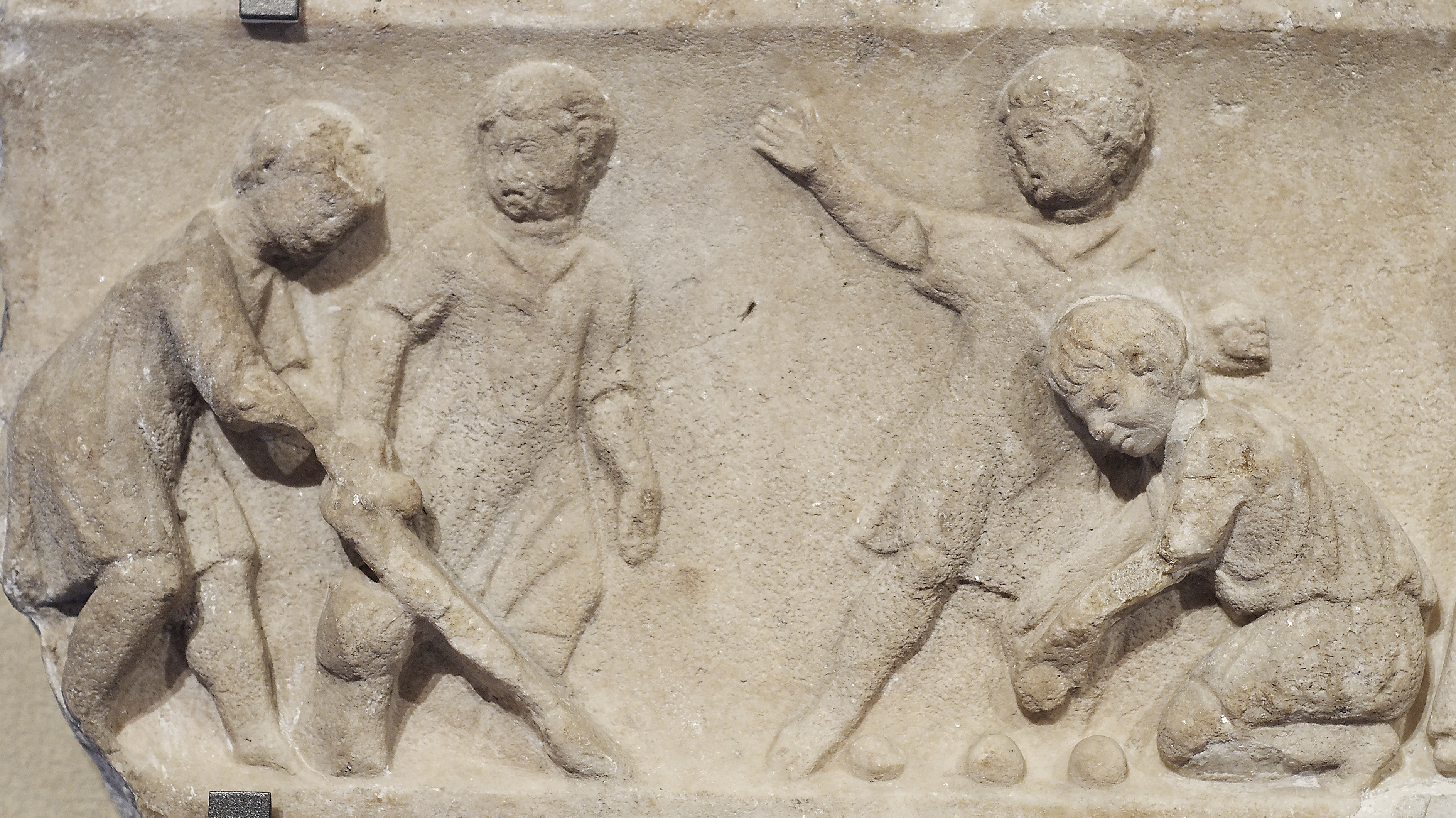
Niños jugando a la pelota, bajorrelieve,

Aunque en la Antigua Grecia no existía la idea de infancia, estos fueron quienes cimentaron las bases para el desarrollo posterior del concepto. Los griegos le dieron importancia a la educación de los pequeños y, filósofos como Platón, estudiaron como se debía enseñar a los jóvenes. Los romanos recogieron la importancia de la educación griega, pero además existía la idea de pudor frente a los infantes. Con la llegada de la Edad Media, la infancia vuelve a perder todo significado, llegando a representar exclusivamente una etapa que terminaba a los siete años (cuando los niños dominan el habla). Los derechos y obligaciones sociales eran los mismos a los de cualquier adulto. El reconocimiento de la infancia como un estado diferente de la edad adulta comenzó a surgir durante los siglos XVI y XVII con el desarrollo de la imprenta. La sociedad comenzó a relacionarse con el niño no como un adulto en miniatura, sino como una persona de menor nivel de madurez que necesitaba la protección, el amor y la crianza de un adulto. Este cambio puede rastrearse en las pinturas: durante la Edad Media, los niños eran representados en el arte como adultos en miniatura sin características infantiles. En el siglo XVI, las imágenes de los niños empezaron a adquirir un aspecto claramente infantil. A partir de finales del siglo XVII, se mostraba a los niños jugando con juguetes y, posteriormente, la literatura infantil también comenzó a desarrollarse en esta época.
La vida de los niños sigue ciertos patrones propios de la madurez psico-biológica, pero también se ve afectada por los modelos culturales predominantes. Este fenómeno ha dado pie a una considerable producción antropológica, historiográfica y sociológica que da cuenta de las variaciones que se observan en las diferentes culturas y en las diferentes épocas. En el siglo XIX varios autores de reconocido prestigio, como Charles Dickens y Karl Marx, denunciaron las condiciones de pobreza que estaban afectando a los niños. El trabajo infantil fue gradualmente prohibido en Inglaterra a través de las Actas Industriales de 1802-1878. Los victorianos conjugaron la función de la familia con el de la santidad de la niñez y de forma vaga esta actitud ha permanecido en las sociedades occidentales desde entonces. Margaret Mead fue una de las primeras autoras en cuestionar la validez de teorías universales sobre las características de la transición entre la niñez y la adultez.
Uno de los temas más polémicos que ha abarcado esta producción académica es la reconstrucción de la forma en que la sociedad se ha relacionado con los niños y los valores predominantes en cada época. Para Ariès, por ejemplo, la infancia sería un “invento de la modernidad”; según esta idea, la época premoderna no habría tenido una concepción de la infancia, es decir, un conjunto de espacios diferenciados, expectativas sociales hacia los niños y un estatus específico que les otorgara una distinción frente a los adultos. Esta idea había sido esbozada por Norbert Elias en su estudio sobre El proceso de la civilización. El creciente control sobre la educación de los niños habría sido el primer paso en la construcción del concepto de infancia.
En varios países se ha avanzado en la reconstrucción de la historia de la infancia. Por ejemplo, la edición de “The Journal of the History of Childhood and Youth” ha significado la promoción de investigaciones académicas en este campo. En Estados Unidos ha destacado la labor de James Marten, Paula Fass y Kriste Lindenmeyer entre otros historiadores. Sobre los países de América Latina ha habido propuestas interesantes por parte de Susana Sosenski, Bianca Premo, Nara Milanich y Jorge Rojas Flores.
Una demostración de las transformaciones que ha experimentado la experiencia de los niños a lo largo de la historia y de las culturas queda en evidencia si se comparan los cambios en la estructura de la familia, las formas de crianza (como el uso de nodrizas), la práctica en el uso de juguetes, la literatura infantil, el desarrollo de políticas públicas y de la doctrina de los derechos del niño. El siglo XX es el que ha mostrado mayores cambios en este aspecto, lo que fue anticipado por Ellen Key al anunciar en 1990 que esta centuria se constituiría en "el siglo de los niños".

## Etapas de desarrollo de la niñez

### Primera infancia
La «primera infancia» sigue a la etapa de bebé y comienza con la de niño pequeño cuando el niño empieza a hablar o a dar pasos de forma independiente. Mientras que la primera infancia termina alrededor de los 3 años, cuando el niño se vuelve menos dependiente de la ayuda de sus padres para cubrir sus necesidades básicas, la primera infancia continúa aproximadamente hasta los 7 años. Sin embargo, según la National Association for the Education of Young Children, la primera infancia también incluye a los bebés. En esta etapa los niños aprenden observando, experimentando y comunicándose con los demás. Los adultos supervisan y apoyan el proceso de desarrollo del niño, lo que le conducirá a su autonomía. También durante esta etapa se crea un fuerte vínculo emocional entre el niño y los cuidadores. Además, a esta edad los niños comienzan el preescolar y el jardín de infancia: y de ahí su vida social.

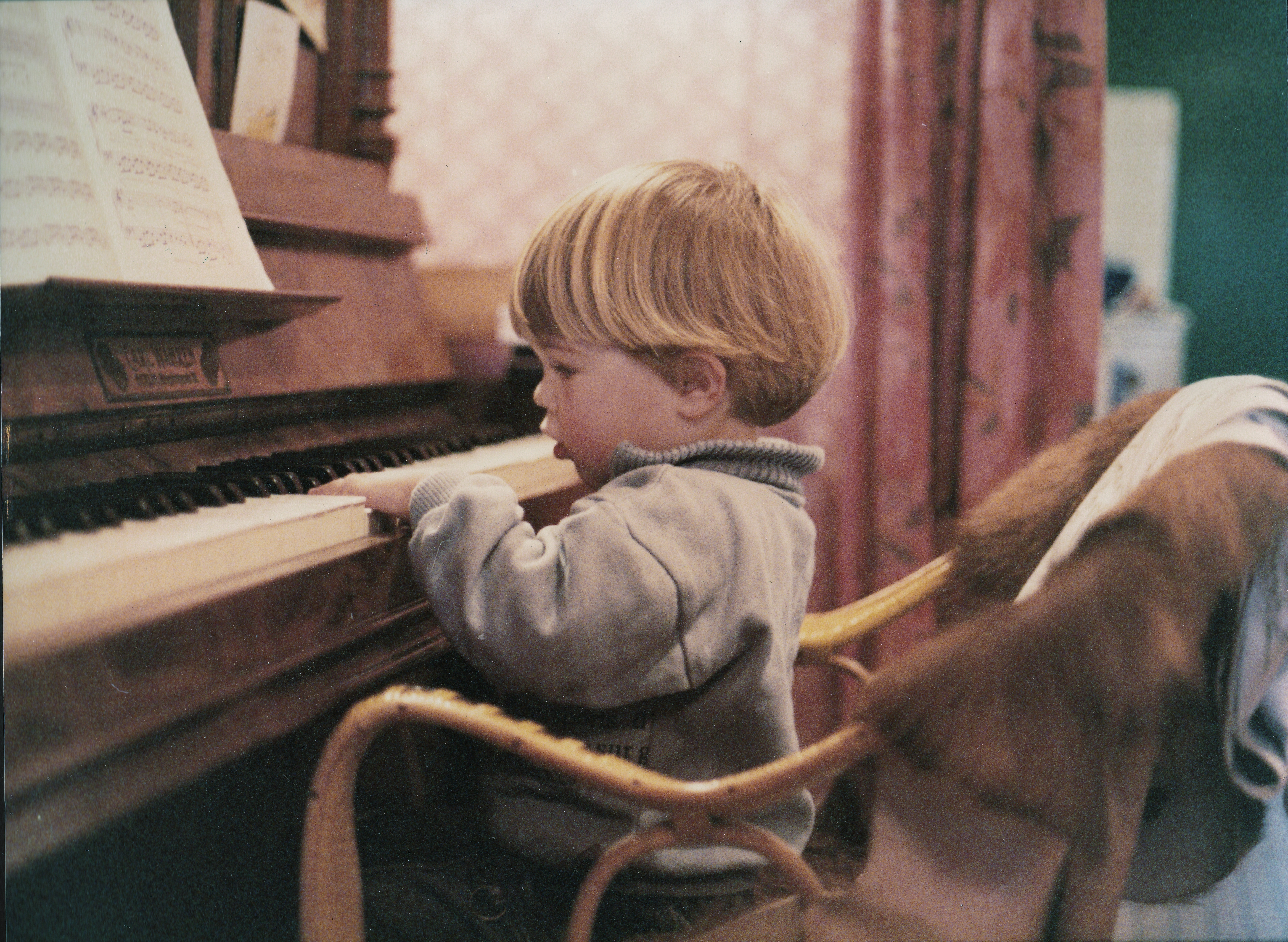
Niño tocando el piano
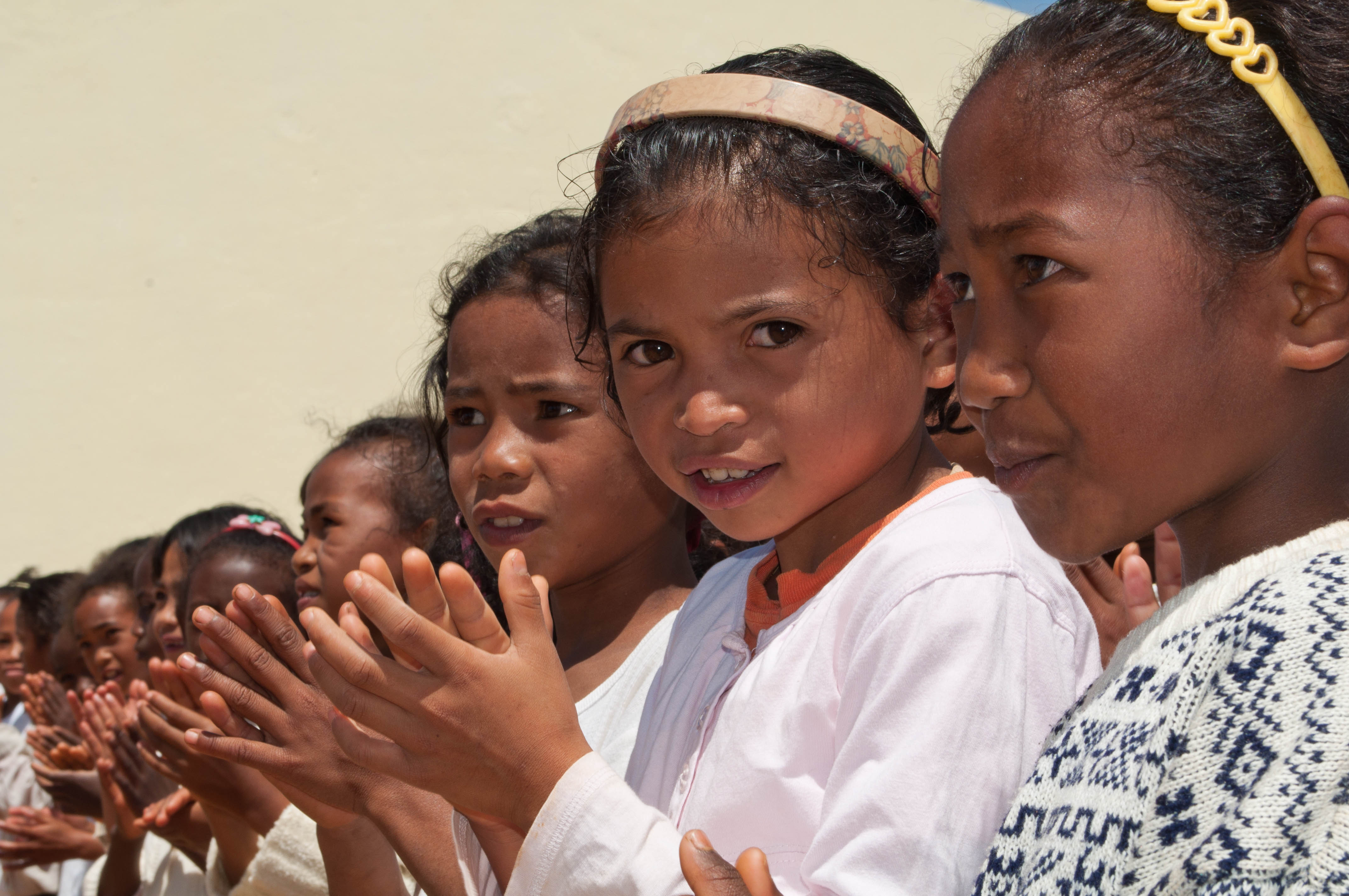
Niños en Madagascar
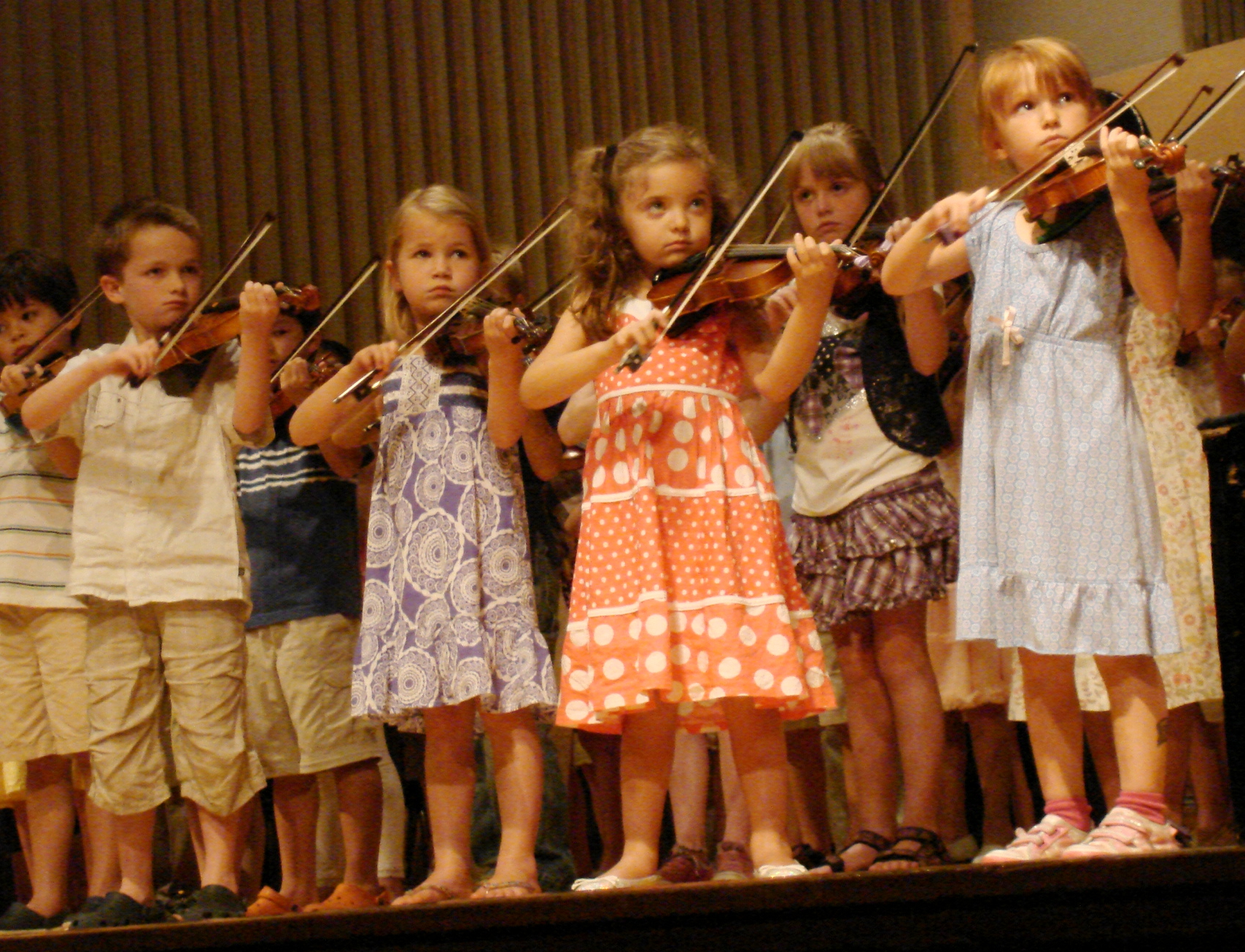
Niños tocando el violín en un recital grupal
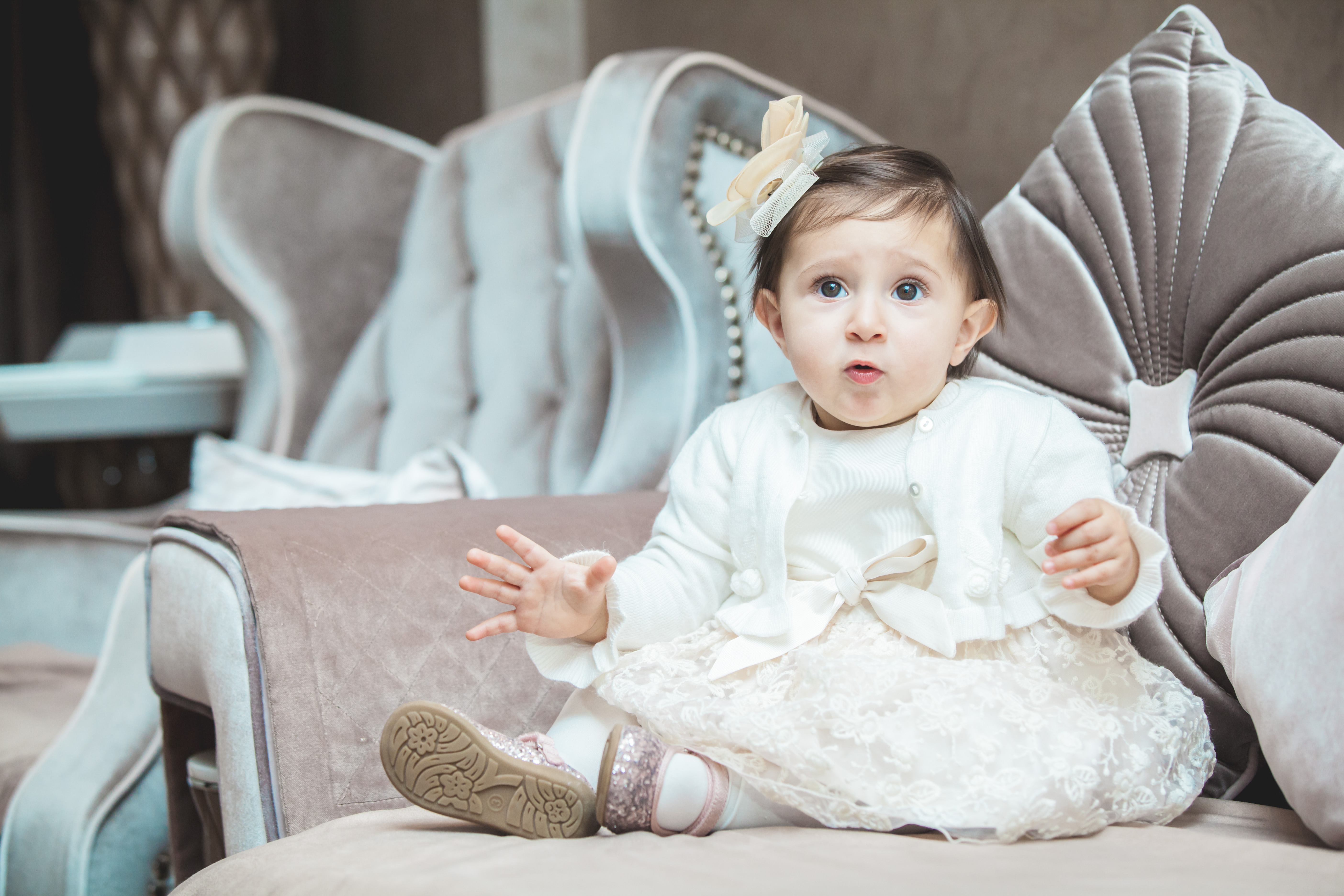
Elif Iman celebrando su primer cumpleaños en Bakú, Azerbaiyán, el 5 de noviembre de 2014.

### Infancia media
La infancia media comienza alrededor de los 6 años, aproximándose a la edad de la escuela primaria. Termina con la pubertad (alrededor de los 12 años), que suele marcar el inicio de la adolescencia. En este periodo, los niños se desarrollan social y mentalmente. Se encuentran en una etapa en la que hacen nuevos amigos y adquieren nuevas habilidades, que les permitirán ser más independientes y potenciar su individualidad.
Durante la infancia media, los niños entran en la etapa escolar, donde se les presenta un entorno diferente al que están acostumbrados. Este nuevo entorno crea nuevos retos y caras para los niños. Al entrar en la escuela, salen a la luz trastornos mentales que normalmente no se notarían. Muchos de estos trastornos son: el autismo, la dislexia, la discalculia y el TDAH.: 303–309  La educación especial, el entorno menos restrictivo, la respuesta a la intervención y el plan educativo individualizado son planes especializados para ayudar a los niños con discapacidades.: 310–311 
La infancia media es la época en la que los niños empiezan a comprender la responsabilidad y comienzan a ser moldeados por sus compañeros y padres. Las tareas y las decisiones más responsables llegan en esta época, y también la comparación social.: 338  Junto con la comparación social llega el juego social. Con el juego social llega el aprendizaje y la enseñanza. Durante el juego social, los niños aprenden de los demás y se enseñan unos a otros, a menudo a través de la observación.

### Adolescencia
La adolescencia suele determinarse como el período comprendido entre el inicio de la pubertad y la edad adulta legal: en la mayoría de los casos corresponde a la adolescencia (13-19 años). Sin embargo, la pubertad suele comenzar antes de la adolescencia. Aunque biológicamente un niño es un ser humano entre las etapas de natalidad y pubertad, la adolescencia es aceptada por algunas culturas como parte de la infancia social porque la mayoría de los adolescentes son considerados menores de edad según la ley. El inicio de la adolescencia conlleva diversos cambios físicos, psicológicos y de comportamiento. El final de la adolescencia y el comienzo de la edad adulta varía según el país y la función, e incluso dentro de un mismo estado-nación o cultura, puede haber diferentes edades en las que se considera que un individuo es lo suficientemente maduro como para que la sociedad le confíe ciertas tareas.

## Infancias saludables
La infancia es el período donde ocurre la mayor parte del crecimiento físico de la vida extrauterina, sustentado en la rápida progresión del esqueleto y la musculatura en los niños con adecuada nutrición. Por otra parte, la vida de relación con los demás seres humanos tiene su origen en la niñez misma, con la posibilidad de definir vínculos que pueden prolongarse por toda la vida.
Por medio de las relaciones con otros, los niños desarrollan su bienestar y se desarrollan social y emocionalmente, este desarrollo incluye las habilidades para tener relaciones satisfactorias con otros, jugar, comunicarse, aprender, discutir abiertamente y experimentar emociones. En términos generales, la formación a través de las relaciones es crucial para el desarrollo de la confianza, empatía, generosidad y conciencia de sí y de los otros. Las relaciones son esas maneras en las que el bebé llega a conocer el mundo y los lugares donde está. En este contexto los padres o cuidadores serán aquellas personas quienes proveen el contexto amoroso necesario para confortar, proteger, motivar y ofrecen elementos para enfrentar momentos difíciles de la vida. El bienestar social emocional es frecuentemente conocido por profesionales de la salud mental y del desarrollo como la salud mental infantil. Entendido como la capacidad de experimentar y regular las emociones, el establecimiento de relaciones seguras y la confianza para explorar y aprender, todo en el contexto de la familia y de la comunidad del niño o niña, y bajo un trasfondo cultural.
En distintos modelos que permiten explicar la construcción de la personalidad, se hace énfasis en la importancia que tiene en la niñez la complementación del potencial genético, las experiencias físicas y afectivas de los primeros meses de vida y las relaciones sociales en los años posteriores. Tal es la relevancia de estos procesos en la infancia que las alteraciones en estas fases dan lugar a perturbaciones que pueden ser el punto de partida de enfermedades mentales de diversas magnitud en el futuro.
A pesar de estos datos contundentes, una importante proporción de los niños del mundo no llega a satisfacer sus necesidades elementales para dar lugar a una vida adulta adecuada, como consecuencia de deficiencias afectivas, nutricionales, sanitarias y de otra índole. El conocimiento de la importancia de la infancia como etapa fundacional de los seres humanos puede ser un punto de partida para comprender la necesidad de destinar esfuerzos para brindar a los niños el mejor entorno para su desarrollo.

### Salud infantil
La salud infantil incluye el bienestar físico, mental y social de los niños. Mantener la salud de los niños implica ofrecerles alimentos saludables, asegurarse de que duermen lo suficiente y hacen ejercicio, y proteger su seguridad. Los niños de ciertas partes del mundo suelen sufrir desnutrición, que a menudo se asocia con otras afecciones, como diarrea, neumonía y malaria.

### Protección infantil
La protección de la infancia, según UNICEF, se refiere a "la prevención y la respuesta a la violencia, la explotación y el abuso contra los niños -incluyendo la explotación sexual comercial, la tráfico, el trabajo infantil y las prácticas tradicionales nocivas, como la mutilación genital femenina/escisión y el matrimonio infantil". La Convención sobre los Derechos del Niño protege los derechos fundamentales de los niños.

### Juego

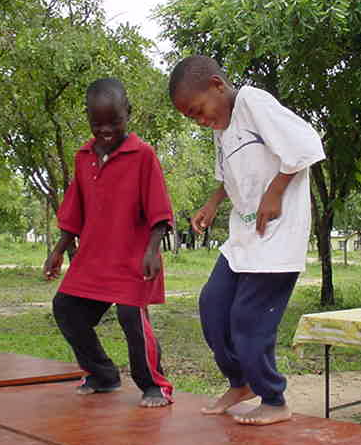
Niños bailando en un orfanato, en Zimbabwe.

El juego es esencial para el bienestar cognitivo, físico, social y emocional de los niños. Ofrece a los niños oportunidades de desarrollo físico (correr, saltar, trepar, etc.), intelectual (habilidades sociales, normas comunitarias, ética y conocimientos generales) y emocional (empatía, compasión y amistades). El juego no estructurado fomenta la creatividad y la imaginación. Jugar e interactuar con otros niños, así como con algunos adultos, ofrece oportunidades para entablar amistades, interacciones sociales, conflictos y resoluciones. Sin embargo, los adultos tienden a asumir (a menudo erróneamente) que prácticamente todas las actividades sociales de los niños pueden entenderse como "juego" y, además, que las actividades lúdicas de los niños no implican mucha habilidad o esfuerzo.

## Estudio científico del niño
A medida que se desarrollan las ciencias positivas (aquellas que se basan en hechos), tanto naturales como sociales, la infancia entra a formar parte de éstas como tema de estudio a través de diversos autores, tratados y estudios. Aunque la niñez había sido tematizada en occidente desde sus inicios grecolatinos, se ponía el acento en el proceso de enseñanza, instrucción o inculturación. Así, los griegos clásicos acuñaron el vocablo «paideía» (en griego παιδεία, «educación» o «formación», y de παις, país, «niño») para referirse al proceso de crianza de los niños.
No siendo el primero en tratar el tema, Rousseau sienta un antecedente al ofrecer una idea de infancia que la diferenciaba cualitativamente de la edad adulta.
Ya en 1896, Oscar Chrisman reclama la necesidad de una ciencia holística e interdiciplinaria para abordar el tema de la infancia. Nace así la paidología que, sin embargo, como disciplina académica iba a tener corta vida debido a distintas circunstancias, entre ellas, el estallido de la I Guerra Mundial y la apropiación del tema por parte de ramificaciones de otras disciplinas, sobre todo, de la psicología. Por su parte, la pedagogía se centra en el proceso de educación.

### Psicología evolutiva de la niñez

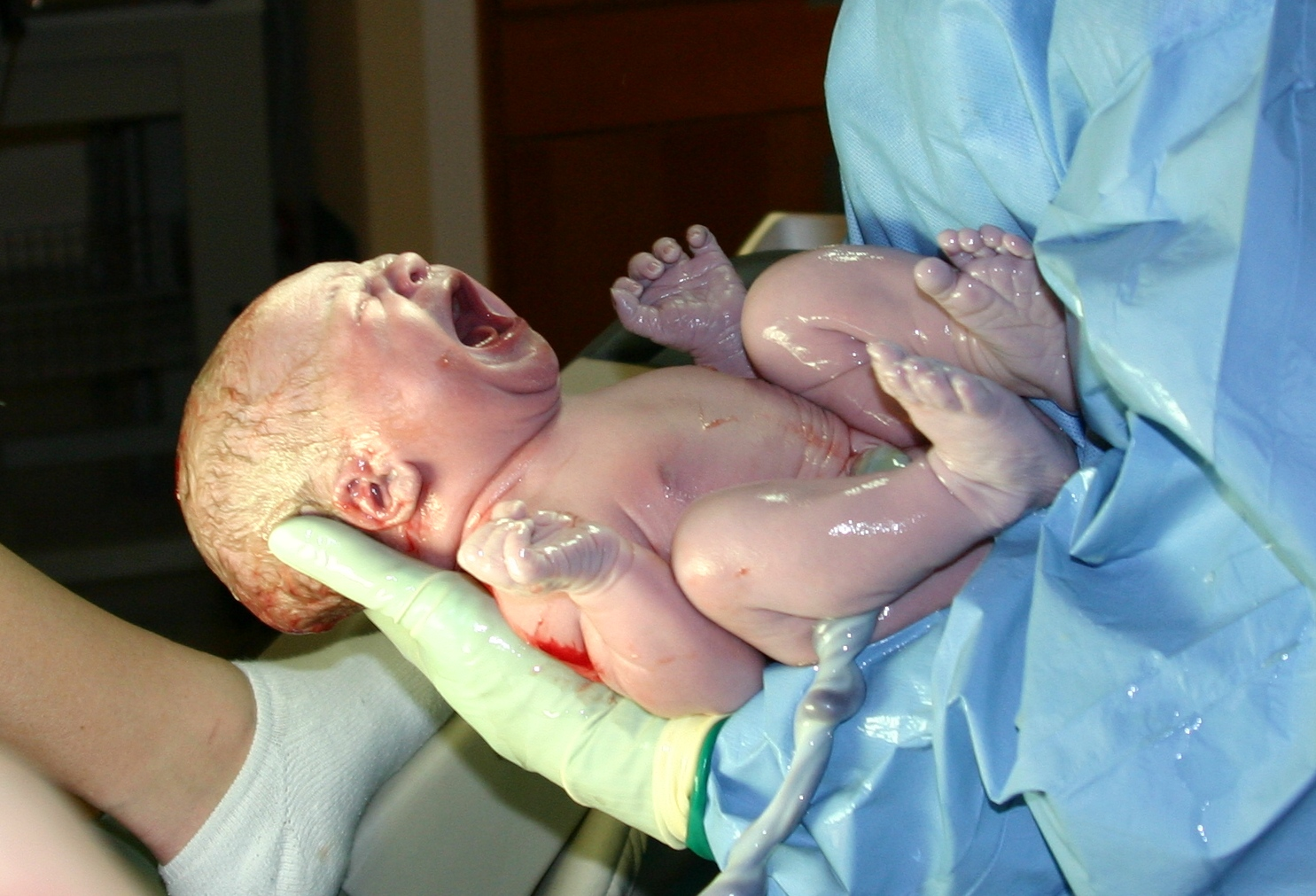
Recién nacido. Nótese que el cordón umbilical aún no fue cortado, y que aún se encuentra extendido sobre el cuerpo de la madre, conectando con la placenta.

El desarrollo de la niñez es el estudio de los procesos y los mecanismos que acompañan el desarrollo físico y mental de un infante mientras alcanza su madurez mental.
La pediatría es la rama de la medicina referente al cuidado de niños de la infancia hasta la adolescencia. (edades de entre 0 a 14-21 años dependiendo del lugar, país, hospital y cultura).
Estas escalas de edades son aproximadas, y pueden diferenciar de cultura a cultura. La lista siguiente refleja el concepto del desarrollo del niño durante el siglo XXI.
En general, se entiende que la infancia comienza con el nacimiento, aunque existen posturas divergentes al respecto.
Antes del nacimiento, la formación del niño pasa por las siguientes fases:
- Cigoto, el punto del concepción, fertilización. En este momento el ser es unicelular.
- Embrión; es el periodo desde que el ser aún no tiene la forma humana (es irreconocible a simple vista).
- Feto; última fase o preparación del nacimiento, en esta fase se reconoce a simple vista que el ser es humano.

Niñez:
- Lactante (bebé), es el primer mes fuera del útero hasta completar el año.
- Infancia (infante), edades: 1-5 años.
- Niñez: 6 a 12 años.
- Posterior a la niñez:

- Adolescencia: 13 a 21 años. (Legalmente hablando, en la mayoría de los países se alcanza la adultez a los 18, socialmente hablando, los 21 se suelen considerar la edad máxima de entrada a la adultez joven; biomédicamente hablando, la adolescencia se extiende hasta los 25 años, según algunos autores)[38]
- Adultez: 18 - 40 años (adulto joven), 40 - 65 años (adulto maduro o mayor).
- Vejez: Desde los 65 años.

El desarrollo cognitivo y afectivo del niño comprende varias áreas:
- Aprender: Entender el mundo y conocer el medio sobre todo mediante el juego, con ayuda de sus mayores[39] y conjuntamente con sus iguales.
- Lenguaje: Aprender a hablar, y a expresarse y comunicarse mediante el lenguaje verbal y no verbal.
- Educación: Aprendizaje de la lectoescritura, adquirir conocimientos y habilidades, etc. La educación comprende la institución formal y la no formal.
- Psicología y Desarrollo: Aprender a convivir con las demás personas en su medio, y en sociedad. Incluye el aprendizaje de las reglas tácitas y explícitas de su cultura.
- Arte y música: Aprender a expresarse mediante las diversas técnicas artísticas; el arte como la música despiertan la sensibilidad de los niños y enriquecen su acervo personal.
- Moral o ético: De acuerdo con Piaget el sentido moral de las personas evoluciona según etapas.

En el campo de la psicología también es posible verificar cambios notables en la concepción que los autores han tenido sobre la infancia y sus características. Lo demuestran los distintos enfoques presentes en la psicología evolutiva. Durante algún tiempo existió el intento de integrar todos los conocimientos sobre el niño en una disciplina especial, la paidología, que diera cuenta de los aspectos psicológicos, biológicos y sociales.

## El niño en la sociedad

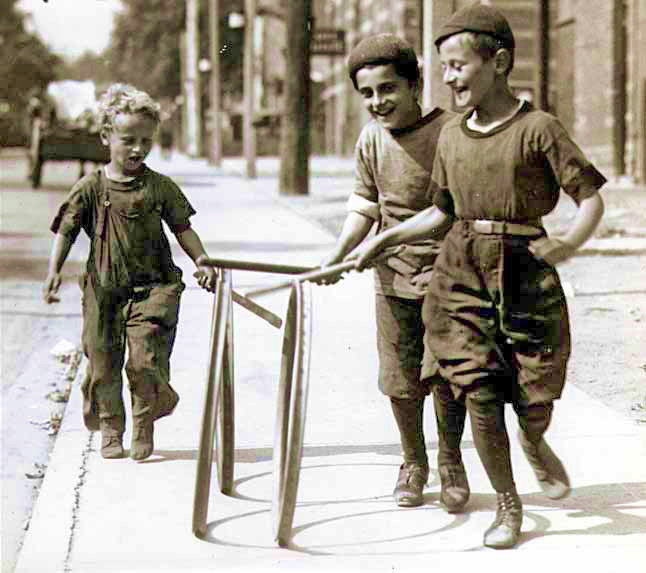
Niños jugando con un aro, en calles de Toronto, Canadá.

Desde el siglo XIX han surgido varias organizaciones, a nivel internacional y nacional, que promueven la protección del niño. La mayoría de ellas surgieron a fines de esa centuria y comienzos de la siguiente, como Save the Children. En el siglo XX las políticas públicas se han visto fuertemente influidas por la acción de la Organización Internacional del Trabajo, sobre todo en relación con el trabajo o explotación infantil, y luego por la UNICEF, donde se desarrolla una convención para reconocer los derechos humanos de los niños y niñas. Muchos de ellos relacionados con la alimentación y la escolarización.
Diversas manifestaciones estéticas, en el cine, la pintura y la literatura, dan cuenta de las concepciones que han surgido hacia la infancia.
En general la sociedad ha construido desde el siglo XIX una visión idealizada de la infancia (herencia del romanticismo y la época victoriana), tendencia que se refleja por ejemplo en Charles Dickens. En el último tiempo han surgido manifestaciones más complejas sobre la "naturaleza humana", como se evidencia en El señor de las moscas (1954), de William Golding, y en The Cement Garden (1978), de Ian McEwen.
En décadas recientes, en Estados Unidos y en Europa ha surgido una disciplina específica que estudia la relación entre el niño y la sociedad, denominada sociología de la infancia. La antropología tiene una tradición más larga al respecto, que se remonta a los clásicos (Maine, Frazer, Boas), quienes estudiaron las estratificaciones de acuerdo a las edades así como los ritos de pasaje (Van Gennep) y la transición de la infancia a la adultez (Mead). Sin embargo, la infancia como tema central se ha introducido más tardíamente. La economía, por otra parte, ha estudiado el peso que tienen los niños en la sociedad de consumo.
La desnutrición es un grave problema que afecta especialmente a los países de ingresos bajos y medios, y que es responsable de la muerte de cerca de un millón de niños cada año. Asimismo, la desnutrición contribuye a una disminución del funcionamiento cognitivo, un rendimiento escolar deficiente y una mala salud en general.